# 御殿場東山ミュージアムパーク

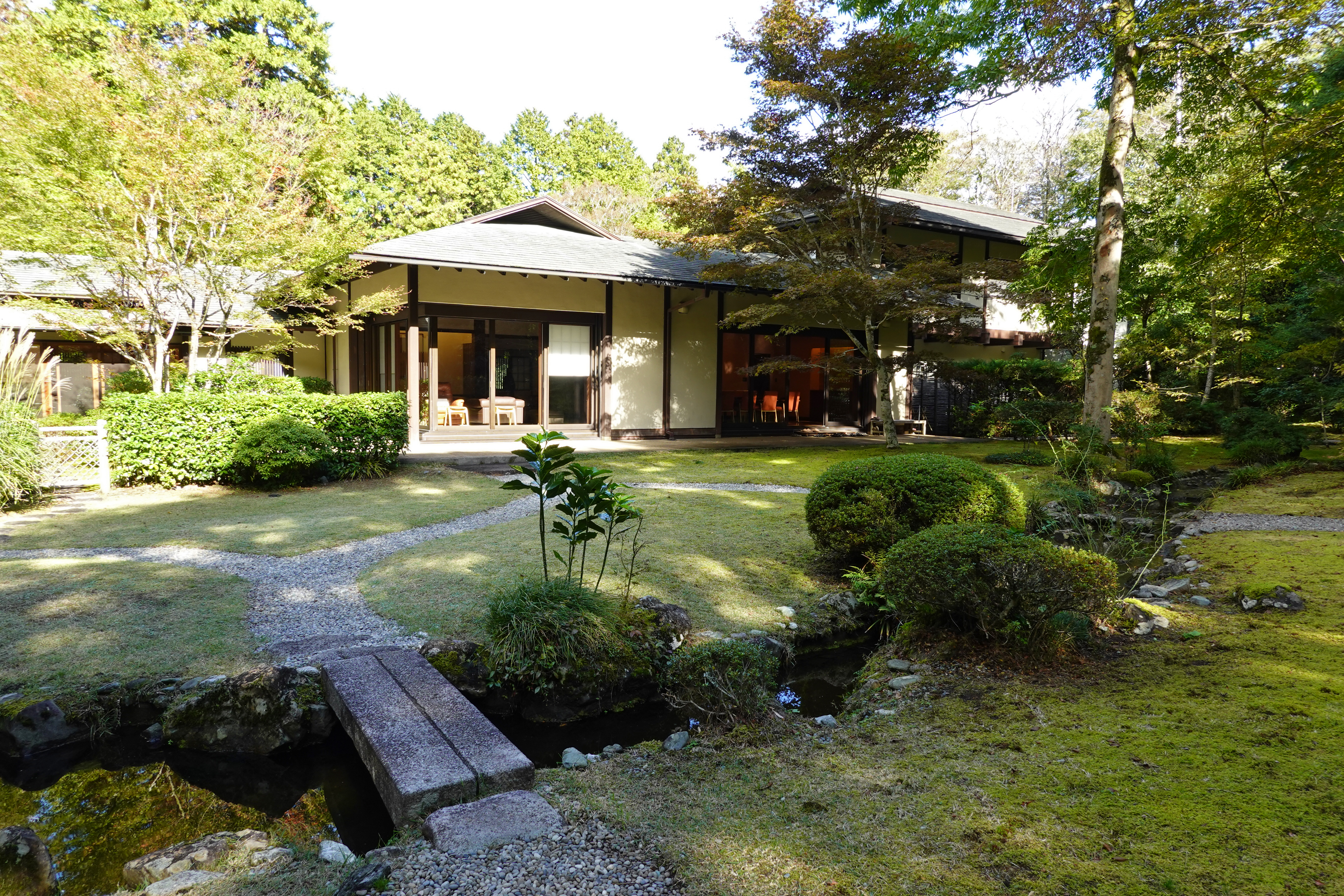
岸信介邸

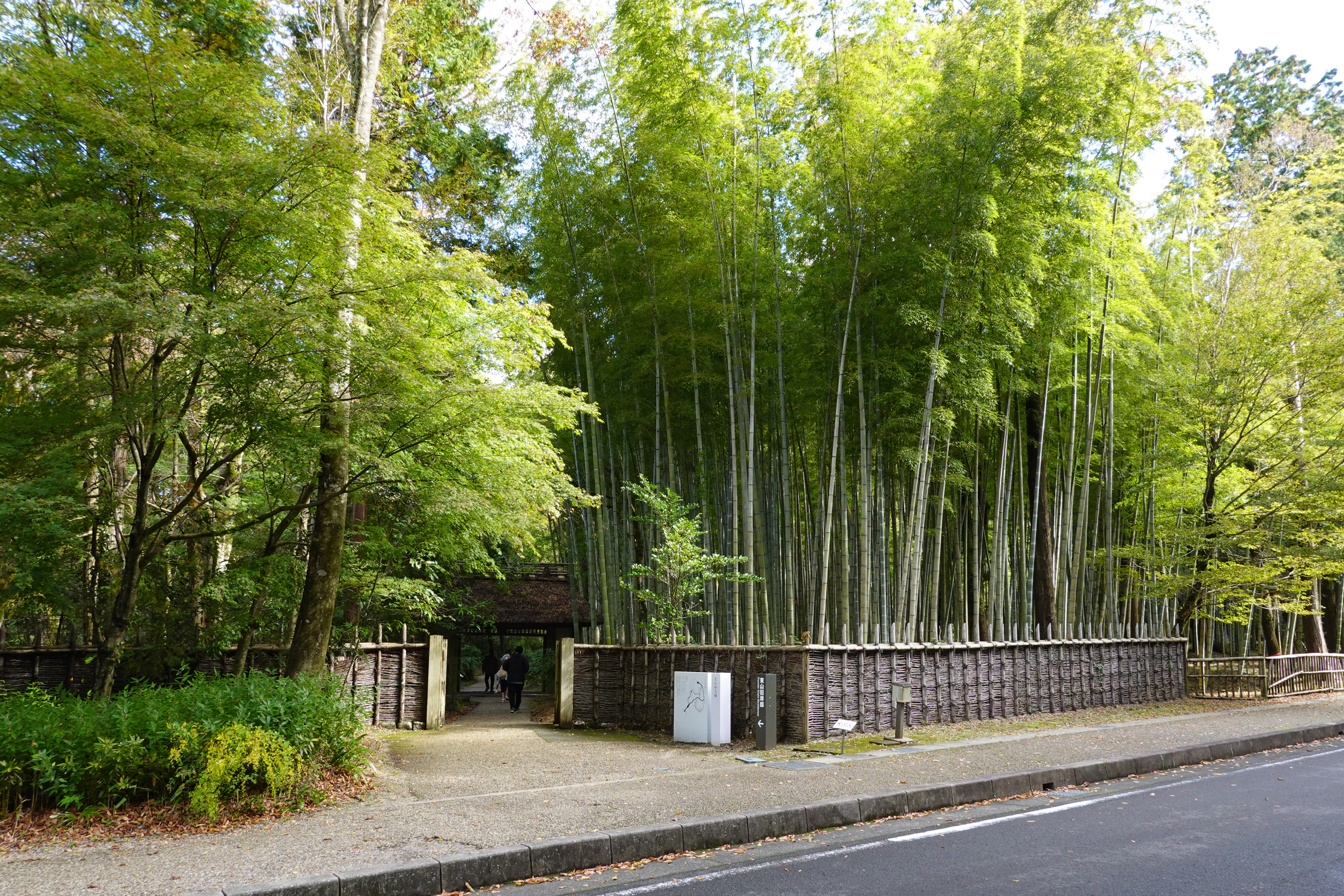
とらや工房・風音の森入口。酒井氏元別荘の門を再現したもの

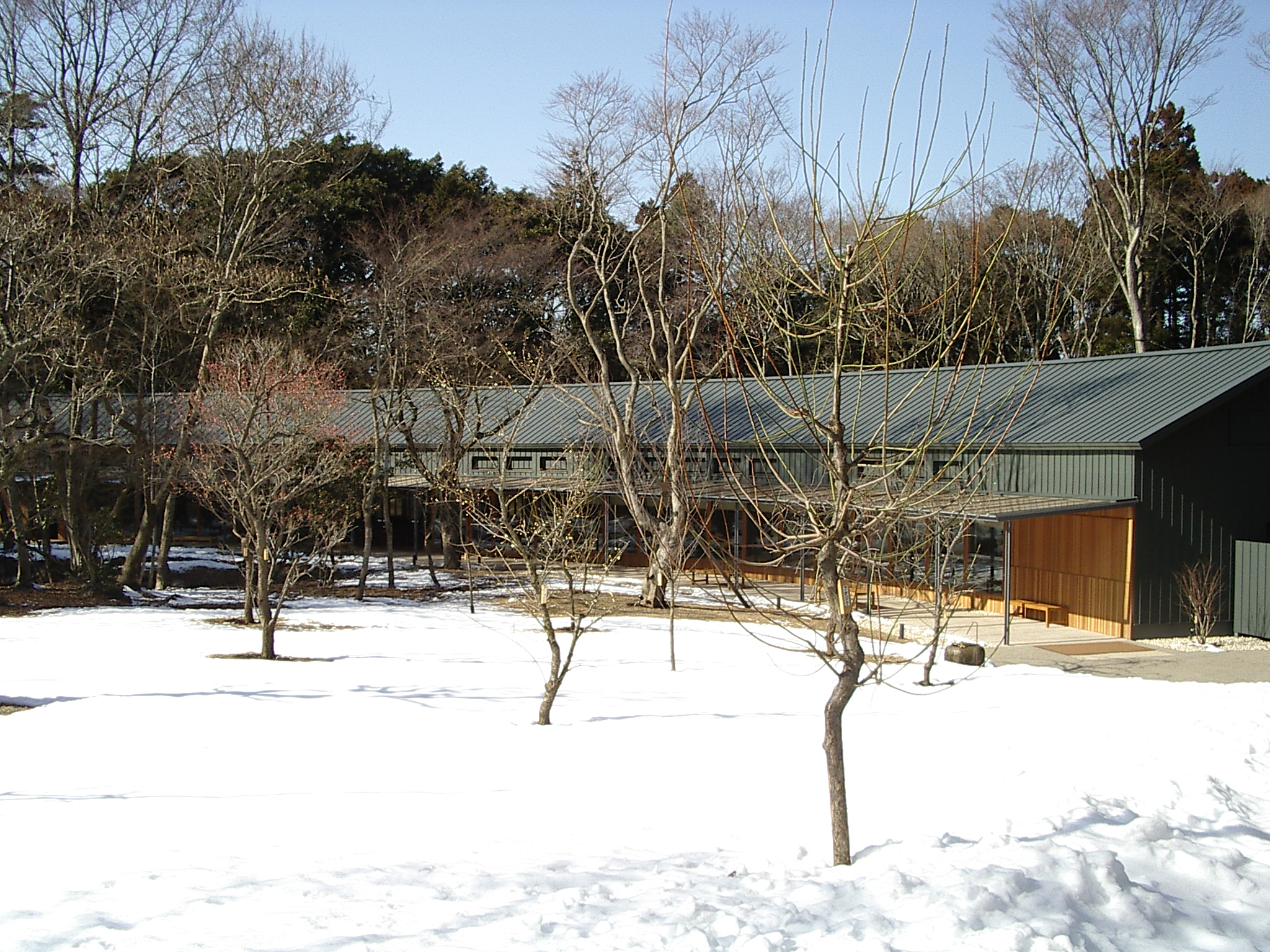
とらや工房（内藤廣建築設計事務所設計）

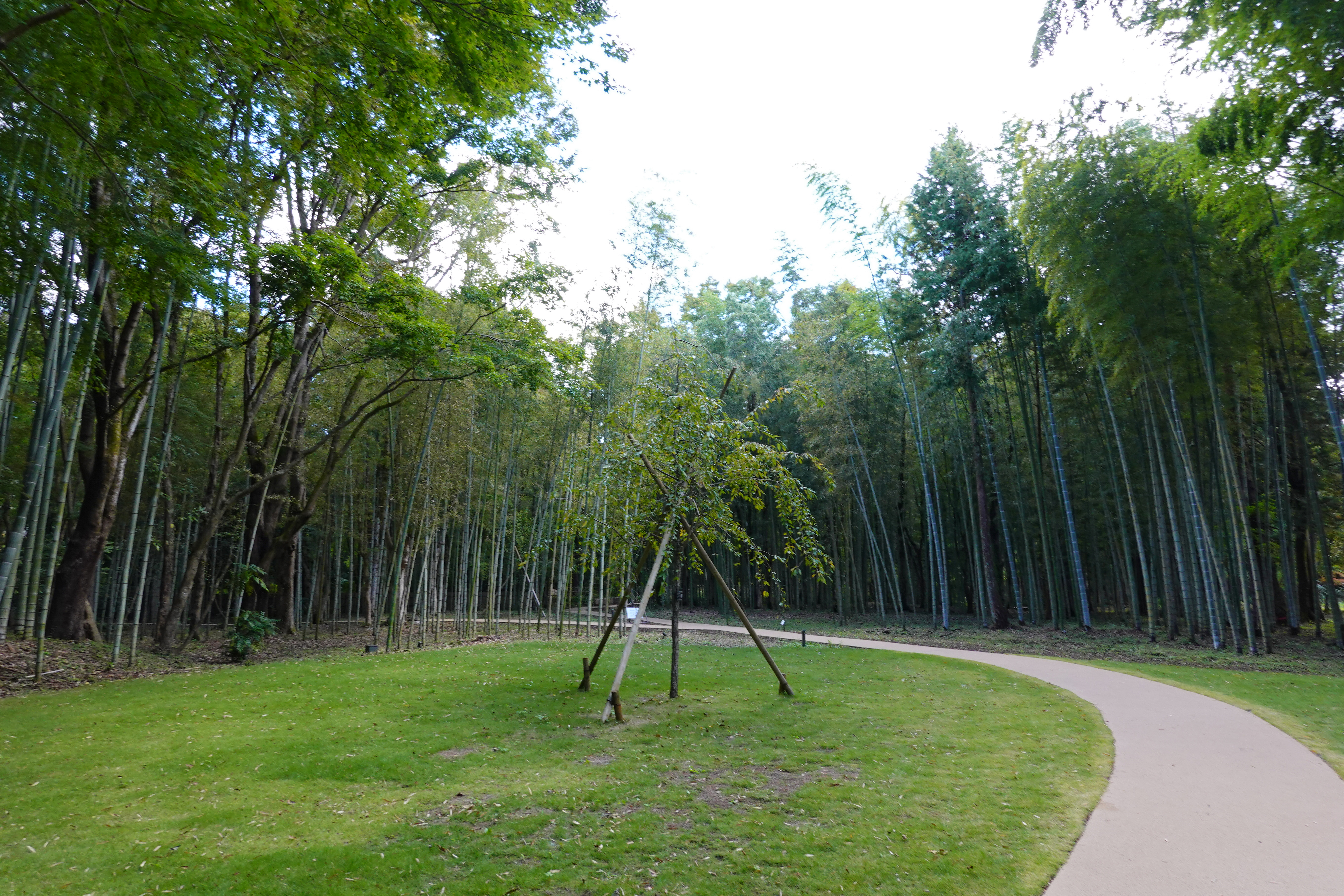
風音の森

御殿場東山ミュージアムパーク（ごてんばひがしやまミュージアムパーク、仮称）は静岡県御殿場市東山に整備中の観光施設。

## 概要
所在地 : 静岡県御殿場市東山1082番地。2003年、元首相岸信介の旧別邸が御殿場市に寄贈されたことから、同市はこの別荘を中心とした文化施設を構想した。同市と御殿場財産区は、旧岸別邸の敷地や周辺を購入して公園として整備した。

## 施設
現在はとらや工房と岸邸が開業している。
岸信介別邸吉田五十八設計。
とらや工房2007年10月開業。とらやによる和菓子茶店。池を囲むように建てられた工房では和菓子が作られ、隣接する茶店で楽しむことができる。とらやは御殿場市内に工場を持つ。
風間完挿絵美術館整備中。
堀口大學文学館整備中。

## アクセス
- 富士急モビリティC1・C2河口湖線「東山旧岸邸前」停留所から、徒歩3分。
- 東名御殿場ICから車で約5分。

## 周辺施設
- 御殿場プレミアム・アウトレット
- 秩父宮記念公園
- 平和公園
- 東山湖